# كليمنت بيتي
كليمنت بيتي (11 يناير 1998 - ) هو لاعب كرة قدم بلجيكي في مركز الهجوم. لعب مع موسكرون بيروفيلز.

## وصلات خارجية
- كليمنت بيتي على موقع قاعدة بيانات كرة القدم.إي يو (الإنجليزية)
- كليمنت بيتي على موقع Soccerway.com (الإنجليزية)